# The Big Ballot
The Big Ballot è stato un programma in onda tra il 28 marzo e il 18 aprile 1987 su Nickelodeon USA che premiava le celebrità preferita dal pubblico dell'emittente. Il programma è stato articolato in 4 puntate che sono andate in onda per il contenitore televisivo Rated K: For Kids by Kids.
L'obiettivo del programma era quello di «onorare le opinioni dei bambini riguardo al cinema e alla televisione e al creare un network fatto dai bambini per i bambini».
Le candidature dei vari artisti venivano presentate dal pubblico tramite e-mail e i vincitori designati avrebbero registrato un video di ringraziamenti che sarebbe stato mostrato durante il programma. Per l'edizione successiva, Nickelodeon abbandona la modalità pre-registrata per dare spazio, come nei MTV Video Music Awards, all'evento dal vivo. Nel 1988 l'emittente manda in onda la prima edizione dei Nickelodeon KIds' Choice Awards.

## Candidature
I vincitori sono indicati in grassetto.

### Televisione

#### Serie TV preferita
- I Robinson
- Casa Keaton
- Moonlighting

#### Attore televisivo preferito
- Bill Cosby – I Robinson
- Michael J. Fox – Casa Keaton
- Kirk Cameron – Genitori in blue jeans

#### Attrice televisiva preferita
- Kim Fields – L'albero delle mele
- Tempestt Bledsoe – I Robinson
- Keshia Knight Pulliam – I Robinson

### Cinema

#### Film preferito
- Karate Kid II - La storia continua... (The Karate Kid - Part II), regia di John G. Avildsen
- Mr. Crocodile Dundee ("Crocodile" Dundee), regia di Peter Faiman
- Top Gun, regia di Tony Scott

#### Attore cinematografico preferito
- Eddie Murphy
- Tom Cruise – Top Gun
- Tom Hanks

#### Attrice cinematografica preferita
- Whoopi Goldberg
- Goldie Hawn
- Ally Sheedy

### Musica

#### Vocalist maschile preferito
- Phil Collins
- Lionel Richie
- Bruce Springsteen

#### Vocalist femminile preferita
- Madonna
- Whitney Houston
- Janet Jackson

#### Gruppo musicale preferito
- The Monkees
- The Jets
- Huey Lewis and the News

### Sport

#### Atleta maschile preferito
- Michael Jordan
- Jim McMahon
- Darryl Strawberry

#### Atleta femminile preferita
- Valerie Brisco-Hooks
- Chris Evert
- Debi Thomas

#### Squadra sportiva preferita
- Chicago Bears
- Los Angeles Lakers
- New York Mets